# Battle Royal (jazz)
Cet article possède un paronyme, voir Battle Royale.
Clip vidéo
[vidéo] « Duke Ellington & Count Basie - Battle Royal (1961) », sur YouTube
[vidéo] « Louis Armstrong - Battle Royal - Film Paris Blues (1961) », sur YouTube
Battle Royal est un standard de big band jazz, composé par Duke Ellington, qui l'enregistre avec Louis Armstrong pour son album bande originale du film Paris Blues, de Martin Ritt de 1961, un des grands succès de leurs répertoires.

## Histoire
Ce titre est enregistré par le big band jazz de Duke Ellington, avec Louis Armstrong, chez le label United Artists pour la musique du film Paris Blues de 1961. 

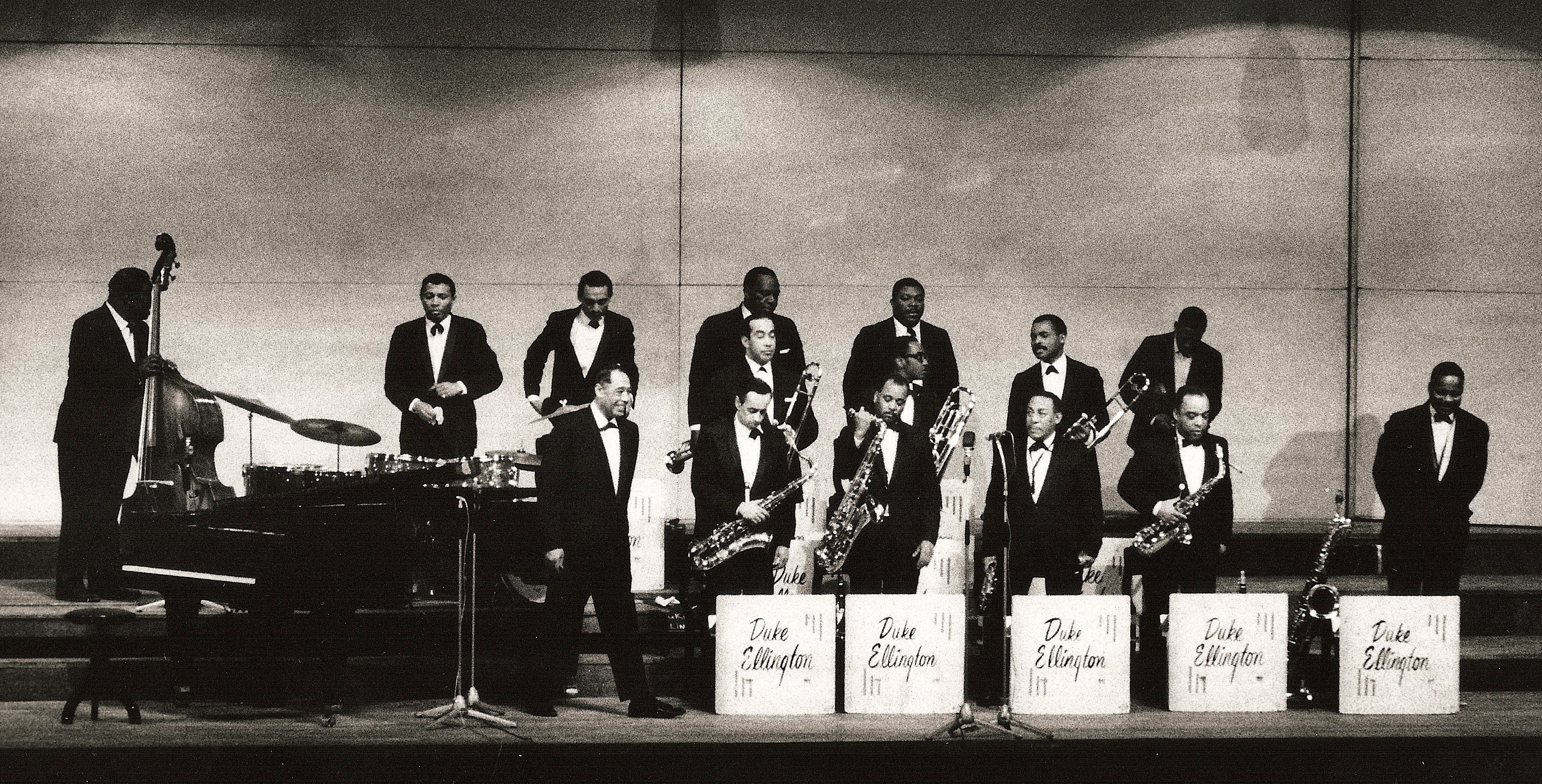
Duke Ellington et son orchestre big band jazz (1961)
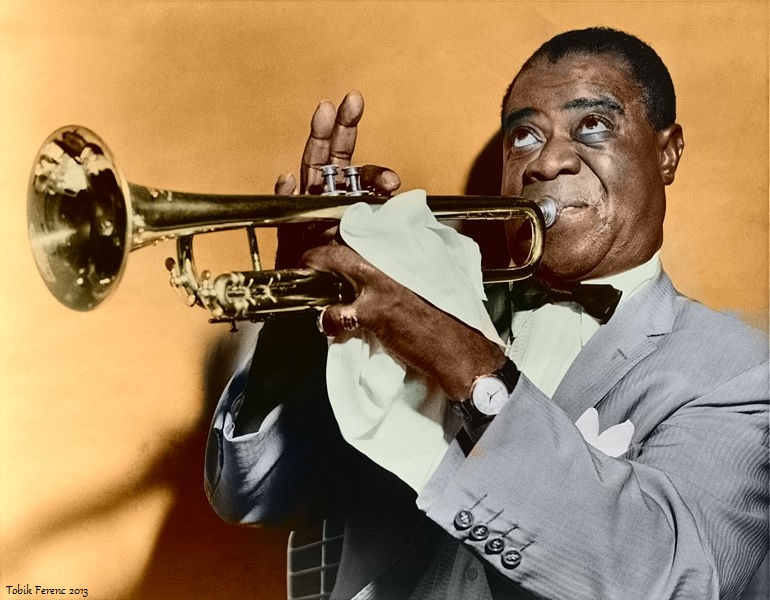
Louis Armstrong et sa trompette (1953)

Dans le film, Louis Armstrong (dans le rôle d'un célèbre trompettiste américain fictif Wild Man Moore de passage en France) l’interprète avec sa trompette sous forme de bœuf improvisé et de duel musical amical enflammé « au sommet » (d'où le titre humoristique imagé Battle Royal) lors d'une visite surprise dans un club de jazz parisien des caves du Saint-Germain-des-Prés des années 1950,, avec les acteurs Paul Newman (au trombone), Sidney Poitier (au saxophone), Serge Reggiani (à la guitare jazz), Aaron Bridgers (au piano), Guy Pedersen (à la contrebasse), et Moustache (à la batterie), dans le style enflammé des big band swing de l'ère du jazz des Années folles-Roaring Twenties (années vrombissantes, ou années rugissantes des années 1930) et du bebop des années 1950. Ce titre Battle Royal fait également sans doute référence à un des ultimes défis des géants du big band jazz et du swing de l'ère du jazz, et du bebop, face à la nouvelle vague déferlante de cette époque du rock 'n' roll et de la british Invasion de l'histoire du rock (en particulier du jeune Elvis Presley ou des Beatles...).

## Au cinéma
- 1961 : Paris Blues, de Martin Ritt, interprété entre autres par Louis Armstrong, Paul Newman, Sidney Poitier, Serge Reggiani, et Moustache.

## Reprises
Duke Ellington reprend cette composition en particulier avec Count Basie pour leur premier album commun First Time! The Count Meets the Duke (en) de 1961 (en son stéréophonique, avec la big band de Count Basie sur la canal gauche et celui de Duke Ellington sur celui de droite),, ainsi que sur de nombreuses compilations et rééditions de sa carrière.

## Distinction
- 1962 : nomination pour l'Oscar de la meilleure musique de film de la 34e cérémonie des Oscars (Oscar décerné au film West Side Story).